# Okres Senec
Senec is een district (Slowaaks: Okres) in de Slowaakse regio Bratislava. De hoofdstad is Senec. Het district bestaat uit 1 stad (Slowaaks: Mesto) en 28 gemeenten (Slowaaks: Obec). In 2011 had het district 66.265 inwoners waarvan 9134 (7%) etnische Hongaren. De Hongaren wonen met name op het ten zuiden van de Malý Dunaj (Kleine Donau) gelegen Rogge eiland of Žitný ostrov (Hongaars: Csallóköz).
In de gemeenten Kostolná pri Dunaji (Egyházfa), Hrubý Šúr, Vlky, Tomášov en Tureň vormen de Hongaren de meerderheid van de bevolking. 	

## Steden
- Senec

## Lijst van gemeenten
| - Bernolákovo - Blatné - Boldog - Čataj - Dunajská Lužná - Hamuliakovo - Hrubá Borša - Hrubý Šúr - Hurbanova Ves - Chorvátsky Grob | - Igram - Ivanka pri Dunaji - Kalinkovo - Kaplna - Kostolná pri Dunaji - Kráľová pri Senci - Malinovo - Miloslavov - Most pri Bratislave - Nová Dedinka | - Nový Svet - Reca - Rovinka - Tomášov - Tureň - Veľký Biel - Vlky - Zálesie |

Bratislava I · II · III · IV · V · Malacky · Pezinok · Senec